# Іст-Бреді (Пенсільванія)
Іст-Бреді (англ. East Brady) — місто (англ. borough) в США, в окрузі Клеріон штату Пенсільванія. Населення — 818 осіб (2020).

## Географія
Іст-Бреді розташований за координатами 40°58′55″ пн. ш. 79°36′37″ зх. д. / 40.98194° пн. ш. 79.61028° зх. д. (40.981944, -79.610306).  За даними Бюро перепису населення США в 2010 році місто мало площу 2,87 км², з яких 2,10 км² — суходіл та 0,77 км² — водойми.

## Демографія
Згідно з переписом 2010 року, у селищі мешкали 942 особи в 444 домогосподарствах у складі 247 родин. Густота населення становила 328 осіб/км².  Було 554 помешкання (193/км²).
Расовий склад населення:
| - 98,7 % — білих - 0,1 % — корінних американців - 0,1 % — чорних або афроамериканців |

До двох чи більше рас належало 1,0 %. Частка іспаномовних становила 0,6 % від усіх жителів.
За віковим діапазоном населення розподілялося таким чином: 18,3 % — особи молодші 18 років, 57,2 % — особи у віці 18—64 років, 24,5 % — особи у віці 65 років та старші. Медіана віку мешканця становила 49,1 року. На 100 осіб жіночої статі у селищі припадало 99,6 чоловіків;  на 100 жінок у віці від 18 років та старших — 95,4 чоловіків також старших 18 років.
Середній дохід на одне домашнє господарство  становив 45 934 долари США (медіана — 37 273), а середній дохід на одну сім'ю — 54 305 доларів (медіана — 45 341). Медіана доходів становила 47 500 доларів для чоловіків та 24 141 долар для жінок. За межею бідності перебувало 13,3 % осіб, у тому числі 13,8 % дітей у віці до 18 років та 3,0 % осіб у віці 65 років та старших.
Цивільне працевлаштоване населення становило 397 осіб. Основні галузі зайнятості: освіта, охорона здоров'я та соціальна допомога — 30,7 %, виробництво — 14,4 %, роздрібна торгівля — 13,1 %.